# Satu Nou (Banca), Vaslui
Satu Nou este un sat în comuna Banca din județul Vaslui, Moldova, România. Se află în partea de sud a județului, în Colinele Tutovei, aproape de valea Bârladului. Localitatea înregistra la recensământul din 2002, 0 locuitori.